# Gabrijel Marušič
Gabrijel Marušič, slovenski mornariški podčastnik, * 2. maj 1890, Miren, † 14. februar 1967, Šempeter pri Gorici.
Znan je kot udeleženec upora mornarjev v Boki Kotorski.
Rodil se je v družini čevljarja Petra in gospodinje Uršule Marušič rojene Batistič. V Gorici je končal je 4. razrede gimnazije. Pred vstopom v Avstro-ogrsko vojno mornarico je bil v službi na pošti v Gorici. Po vstopu v mornarico je pred uporom mornarjev v Boki Kotorski služil kot podčastnik telegrafist na rušilcu Balaton. 2. februarja 1918 je na rušilcu Balaton in še nekaterih drugih ladjah zaplapolala rdeča zastava. Mornarji na Balatonu so zahtevali izvolitev komiteja, ki bi ga vodil uporniški poveljnik. Ker je neki drugi podčastnik odklonil poveljniški položaj je potem Marušič prevzel poveljniško mesto. Od odstavljenega poveljnika rušilca kapitana fregate Morine je zahteval, naj mu izroči ključe skladišča streliva, da bi se lahko ob morebitnem spopadu pripravili za boj proti kopenskim cesarskim enotam. Po spodletelem uporu so na rušilcu Marušiča in še pet najzvestejših pomočnikov aretirali. Cesar Karel I. Habsburško-Lotarinški je kasneje pomilostil tudi z drugih ladij vsega skupaj 348 upornikov, v zaporu pa je ostalo 31 voditeljev upora, med njimi tudi Marušič kot edini Slovenec. Obtoženi so bili veleizdaje in zaprti na neki tovorni ladji. Po razpadu Avstro-Ogrske je živel v Ljubljani, po 2. svetovni vojni pa se je vrnil na Primorsko. Živel je v Mirnu. Leta 1959 je v časopisu Upokojenec objavil članek Spomini na mornariški upor v Kotorskem zalivu leta 1918. Umrl je 14. februarja 1967 v šempetrski bolnišnici.